# Pressac
Pressac é uma comuna francesa na região administrativa da Nova Aquitânia, no departamento de Vienne. Estende-se por uma área de 49,21 km². Em 2010 a comuna tinha 595 habitantes (densidade: 12,1 hab./km²).